# Victor Hugo Castillo Matarrita
Victor Hugo Castillo Matarrita MCCJ (ur. 19 marca 1963 w Mansión) – kostarykański duchowny rzymskokatolicki pracujący w Republice Środkowoafrykańskiej, kombonianin, biskup diecezjalny Kaga-Bandoro od 2024.

## Życiorys

### Prezbiterat
Święcenia kapłańskie otrzymał 8 sierpnia 1992 w zakonie kombonianów w Kostaryce.
Bezpośrednio po święceniach w latach 1993-1998 był proboszczem parafii w Grimari. Pracował również od 1998 do 2001 jako przełożony lokalny w Postulacie Kombonianów w Bangi. Od 2002 do 2007  pełnił urząd delegata prowincjalnego Konferencji Przełożonych Wyższych Afryki Środkowej. W latach 2008-2009 był prefektem postulatu w San José i radnym Delegatury  Ameryki Środkowej. Od 2013 do 2020 był przełożonym prowincjalnym Ameryki Środkowej. W latach 2020-2022 pracował jako koordynator do spraw studiujących księży swojego zgromadzenia zakonnego w Rzymie. Od 1 stycznia 2023 do chwili nominacji pełnił urząd Prowincjała Misjonarzy Kombonianów w Afryce Środkowej.

### Episkopat
5 września 2024 papież Franciszek prekonizował go biskupem diecezji Kaga-Bandoro. Sakry udzielił mu 17 listopada 2024 kardynał Dieudonné Nzapalainga.